# Stanhopea gibbosa
Stanhopea gibbosa là một loài lan có mặt từ miền nam Colombia to Ecuador.

## Hình ảnh

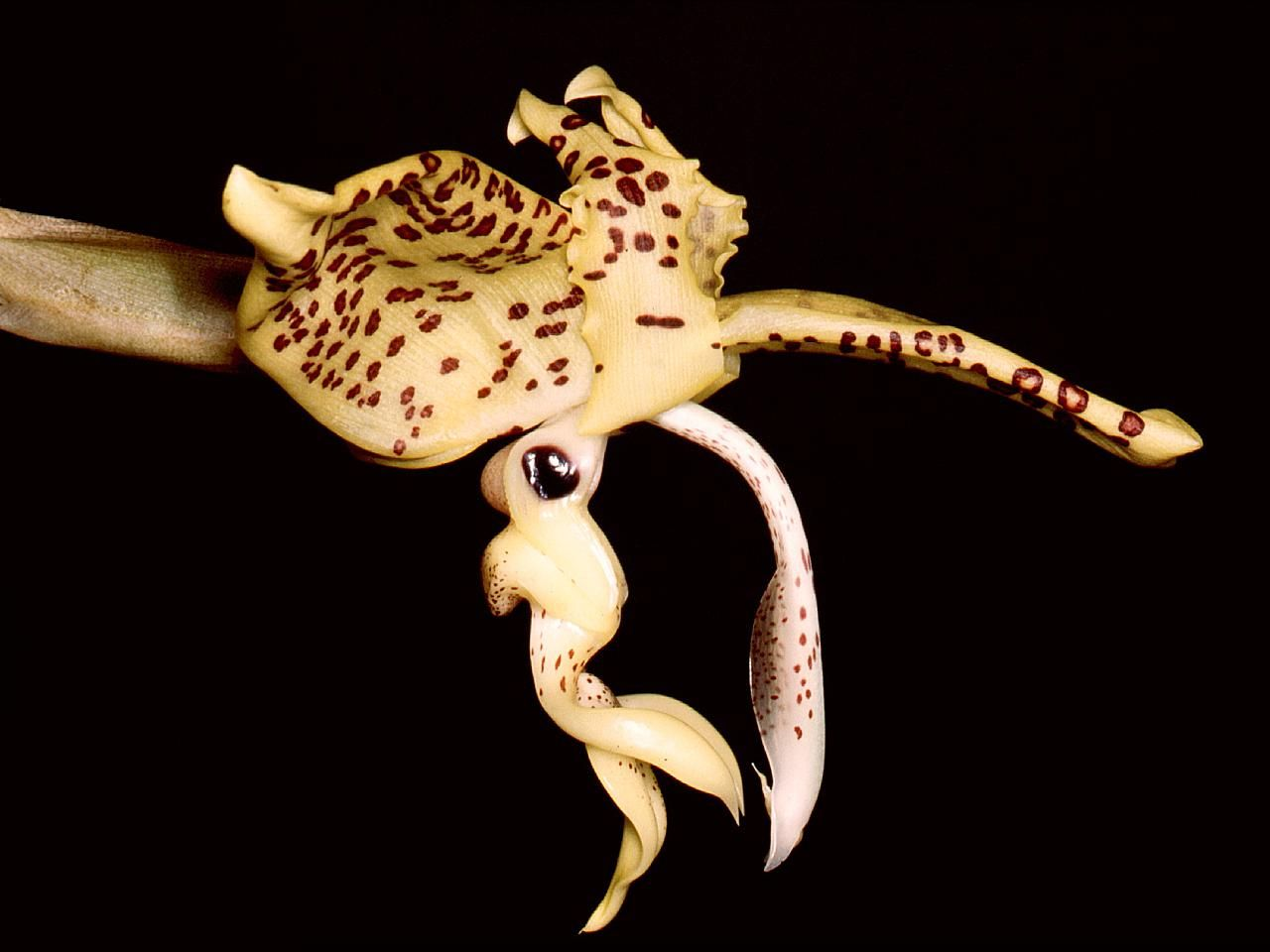
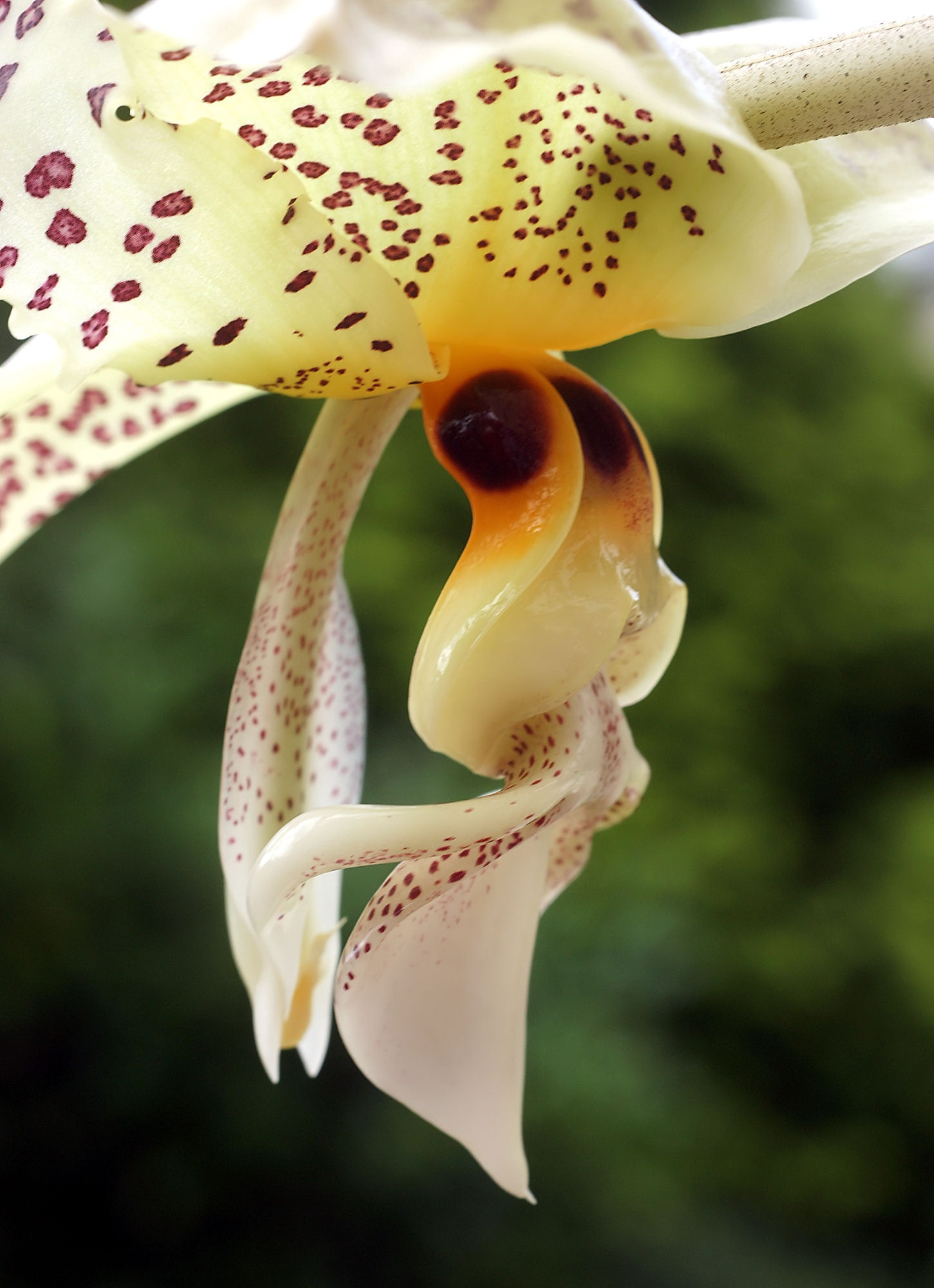
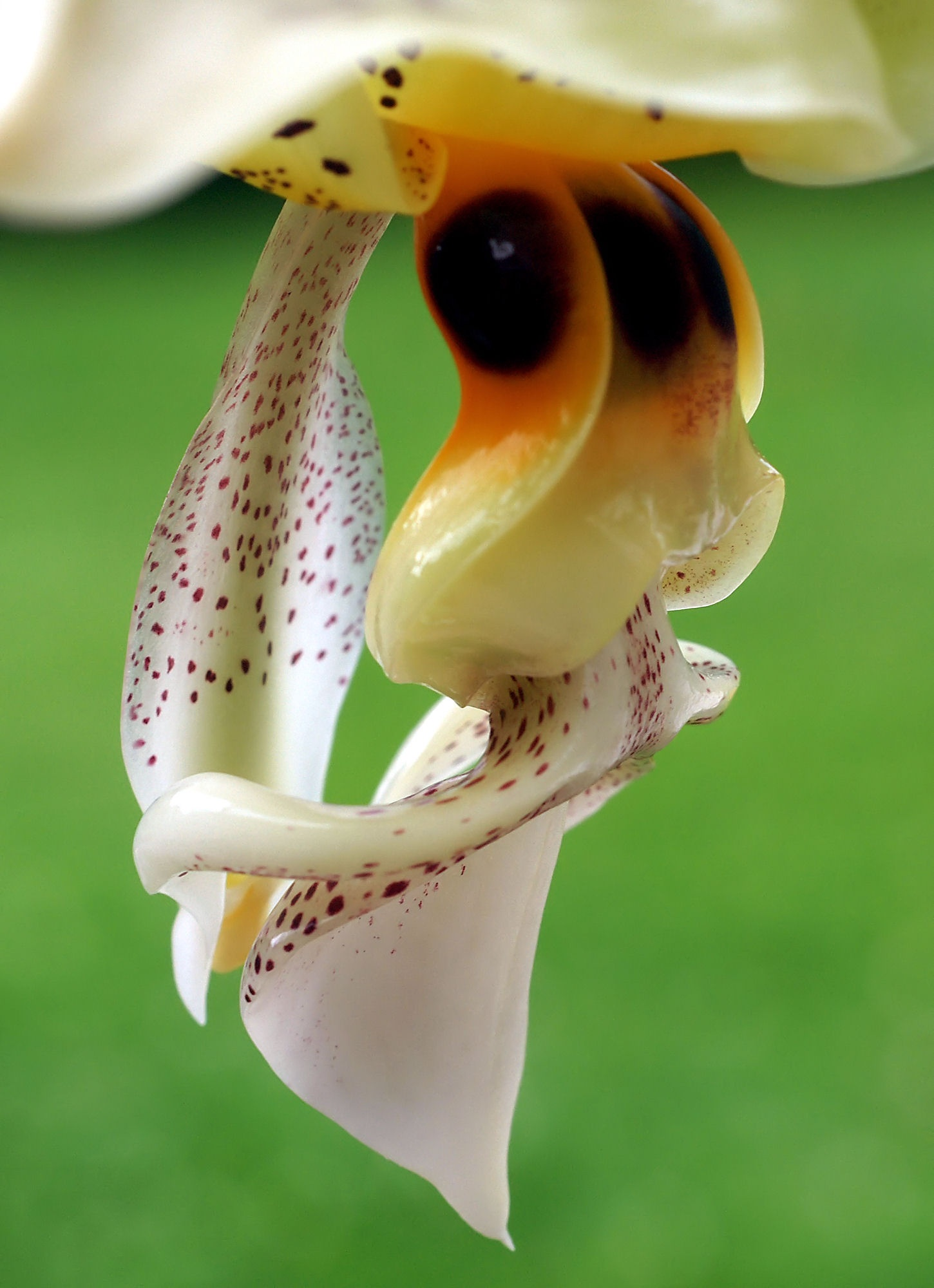
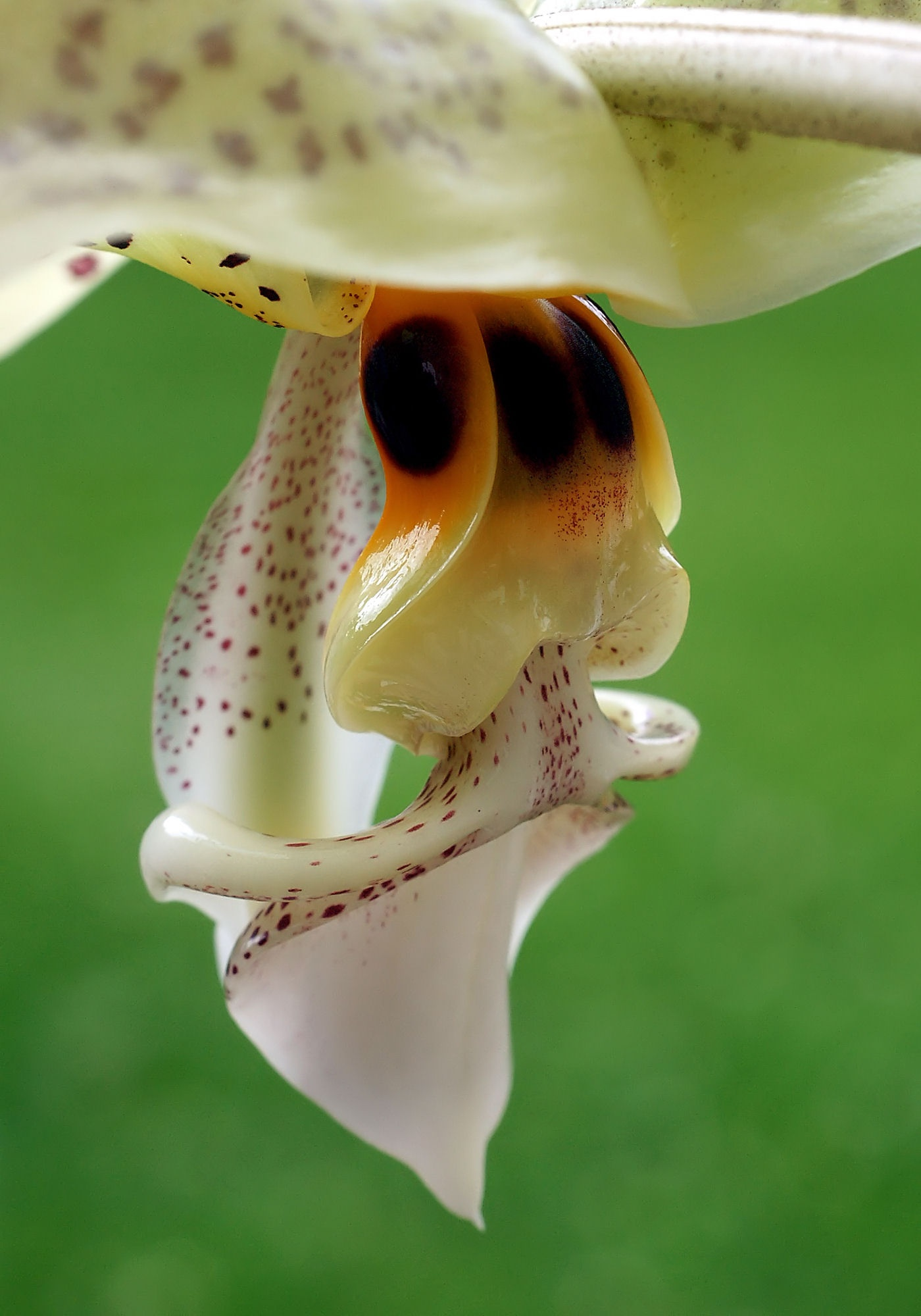